# 少脉山矾
少脉山矾（学名：Symplocos paucinervia）为山矾科山矾属下的一个种。

## 扩展阅读
- 維基物種上的相關：少脉山矾